# Живой труп (фильм, 1929)
Живой труп (нем. Der lebende Leichnam) — советско-немецкий художественный фильм, снятый в 1929 году режиссёром Фёдором Оцепом. Экранизация одноимённой пьесы Льва Толстого.

## Сюжет
Фёдор Протасов, зная о давней любви своей супруги Лизы и Виктора Каренина, соглашается сделать всё от него зависящее, чтобы дать им свободу. Церковь может расторгнуть освящённый ею брак, но только в том случае, если одним из супругов будет сделано прелюбодеяние. Он решается на это, но не выдерживает предстоящей гнусной комедии. Безуспешной остаётся и его попытка покончить жизнь самоубийством. По совету его возлюбленной — цыганки Маши, Протасов инсценирует самоубийство и скрывается под чужим именем. Однажды завсегдатаи ночного трактира узнают в одном из посетителей Протасова. Он оказывается на скамье подсудимых вместе с супругой, обвиняемой в двоемужии. Протасов, не желая дальше причинять страдания дорогим и близким ему людям, покончил жизнь самоубийством, застрелившись.

## В ролях
- Всеволод Пудовкин — Фёдор Протасов
- Мария Якобини — Лиза, жена Фёдора
- Виола Гарден — Саша, сестра Лизы
- Нато Вачнадзе — Маша
- Густав Диссль — Каренин
- Юлия Зерда — Анна Павловна
- Владимир Уральский — Петушков
- Вера Марецкая — дамочка
- Даниил Введенский — Артемьев
- Порфирий Подобед — священник
- Пётр Репнин
- Борис Барнет — карманный вор
- Владимир Цоппи — Фёдор, приятель Протасова
- Михаил Жаров — наёмный свидетель (нет в титрах)